# Peugeot 206
Peugeot 206 är en småbil från Peugeot. Bilen lanserades på marknaden i september 1998 och ersatte Peugeot 205. Modellen fanns som halvkombi med 3 eller 5 dörrar samt som kombi (206 SW) och coupé/cabriolet (206 CC) En fyradörrars sedanversion förekommer i Östeuropa. Modellen blev en av de mest sålda bilarna i Europa.
Flera specialmodeller med diger utrustning erbjöds; exempelvis ”Griffe”, ”Roland Garros” och GTI med en sportigare motor. Starkast var 206 RC med 177 hk som kom ut 2003.
En facelift av modellen introducerades från början i Sydamerika i september 2008 och sedermera i Kina November 2008. I Europa fortsatte modellen att säljas efter en facelift år 2009, men då med modellnamnet 206+, som baserades på Peugeot 206 men med front och andra detaljer hämtade från Peugeot 207.

## Bakgrund
I början av 90-talet var det dags att pensionera 205-modellen och Peugeot beslutade då att inte göra någon direkt ersättare. Istället skulle den nya mindre modellen 106 ta över från de billigare varianterna och de mer påkostade istället ersättas av denna större modellen 306, som lanserades 1993. Det visade sig dock att kunderna fortsatte att efterfråga en bil i storlek med VW Polo och Ford Fiesta. Därför tog man fram 206 som kom ut på marknaden 1998. 

## Teknik
Modellen byggdes på en nyutvecklad plattform, även om många delar kunde användas från befintliga modeller. Senare kom även Citroën att använda plattformen för modellerna C3 och C2. På den kinesiska marknaden såldes för övrigt Peugeot 206 under namnet Citroën C2.
Till att börja med fanns bilen som 3- eller 5-dörrars halvkombi med bensinmotorer på 1,1 - 1,6 liters volym alternativt 1,9 liters dieselmotor. Senare tillkom sportmodellerna GTi och RC med 2-liters bensinmotor på 137 respektive 177 hk. En cabriolet med hopfällbart plåttak tillkom också (206 CC) samt en kombimodell (206 SW). 
Den mest sålda modellen var 5-dörrars halvkombi med 1,4 liters motor på 75 hk. 

## Slut på tillverkningen
I Europa ersattes Peugeot 206 år 2006 av Peugeot 207 men 206 fortsätter att tillverkas i Kina, Iran, Brasilien och Argentina för respektive marknad. I Europa fortsatte modellen 206+ att säljas, som baserades på Peugeot 206 men med front och andra detaljer hämtade från 207.
- Wikimedia Commons har media som rör Peugeot 206.